# Ordine al merito militare (Bulgaria)
L'Ordine al merito militare di Bulgaria fu un ordine cavalleresco che venne fondato il 19 maggio 1900, come variante militare, dell'Ordine al merito civile. Era diviso in totale da cinque classi diverse.

## Storia
L'Ordine al merito militare (in lingua bulgara Орден за Военна Заслуга) fu istituita con regio decreto il 19 maggio 1900 dal principe Ferdinando I di Bulgaria; l'ordine venne istituito come variante militare dell'Ordine al merito civile. In teoria, queste due onorificenze erano due divisioni di un unico ordine al merito nazionale, per questo motivo, entrambe portano la data del 2 agosto 1891 come data di fondazione. Il ramo militare veniva conferito a personaggi militari per il loro impeccabile servizio e per meriti speciali. Per il grande contributo allo sviluppo e al consolidamento dell'esercito bulgaro, per la partecipazione a operazioni di mantenimento della pace, di pacificazione e umanitarie, per il lungo e impeccabile servizio e contributo alla sicurezza nazionale e all'ordine pubblico in Bulgaria. Nei suoi 45 anni di esistenza, l'onorificenza è stata conferita a migliaia di militari, dai sottufficiali agli alti ufficiali e generali, inclusi numerosi stranieri.
Durante le Guerre balcaniche, l'ordine è stato utilizzato per onorare i meriti di guerra di ufficiali e soldati semplici. Per indicare questo, le ultime tre classi dell'ordine iniziarono ad essere conferite sul nastro azzurro dell'Ordine militare al Coraggio, onorificenza militare più importante e prestigiosa del regno bulgaro, ma solo per meriti in prima linea. Nel 1916, venne istituita una nuova suddivisione dell'ordine, che fu implementata per indicare specificamente un merito sul campo di battaglia, in contrasto con la tipologia generica di ordine al merito militare che è rimasta ampiamente in uso. La nuova suddivisione aveva un design leggermente modificato: l'anello esterno del medaglione centrale era smaltato in bianco anziché in verde e sul dritto del distintivo era posizionata una corona circolare decorata di quercia e alloro smaltata in verde. Questo valeva per tutte le classi dell'ordine e per tutte le stelle da petto, ad eccezione del distintivo con croce d'argento. Oltre all'aspetto modificato del distintivo per meriti sul campo di battaglia, gli ordini di 4a, 5a e 6a classe di questa divisione veniva sempre appesi al nastro azzurro dell'Ordine militare al Coraggio. 
La terza modifica principale dell'ordine fu introdotta durante il regno dello zar Boris III: presenta le stesse caratteristiche di quella coniata durante il regno del padre Ferdinando I, sebbene la qualità di fabbricazione non fosse elevata quanto quella delle vecchie emissioni. Un'emissione notevole e molto rara fu coniata nel 1937, denominata "emissione a rovescio piatto". Presenta un medaglione centrale piatto (singolo) sul rovescio con un disegno modificato del leone bulgaro e l'iscrizione fu modificata per includere il nome dell'ex zar Ferdinando I – "ФЕРДИНАНДЪ I 2.VIII.1891", separato da due stelle a sei punte. L'ordine fu abolito negli anni '50, venendo poi ripristinato nel 2004.

## Classi
L'ordine presenta le presenti classi:
- Cavaliere di Gran Croce, I classe, ad alti ufficiali statali e personale militare.
- Grand'Ufficiale, II classe, conferita ai soli generali
- Commendatore, III classe, conferita ai comandanti di reggimento (colonnelli e tenenti colonnelli)
- Ufficiale, IV classe, conferita a maggiori e capitani che comandavano compagnie
- Cavaliere, V classe, conferita a comandanti con grado fino a capitano
- Croce d'Argento, VI classe, conferita a sergenti.

| Medaglie              | Medaglie               | Medaglie                | Medaglie               | Medaglie              | Medaglie               |
| --------------------- | ---------------------- | ----------------------- | ---------------------- | --------------------- | ---------------------- |
|                       |                        |                         |                        |                       |                        |
| Nastri                |                        |                         |                        |                       |                        |
| Cavaliere di I classe | Cavaliere di II classe | Cavaliere di III classe | Cavaliere di IV classe | Cavaliere di V classe | Cavaliere di VI classe |

## Insegne
Le insegne sono:
- La medaglia dell'ordine consiste in una croce pisana smaltata di rosso e bordata di decorazioni in argento. Dietro la croce si trovano due spade incrociate anch'esse in argento. Al centro si trova un medaglione che reca, al diritto, il monogramma di Ferdinando I di Bulgaria, fondatore dell'ordine, circondato da un anello a smalto verde con l'iscrizione ЗА ВОЕННА ЗАСЛУГА (al merito militare). La decorazione termina con la corona reale bulgara in oro che tiene sospesa la medaglia al nastro[4].

La classe di Gran Croce fu ufficialmente introdotta nel 1933; prima di questa data, tuttavia, la prima classe dell'ordine veniva menzionata e conferita come una normale decorazione di Gran Croce. In pratica, l'introduzione del grado di Gran Croce significava semplicemente che la prima classe esistente avrebbe dovuto essere rinominata di conseguenza, mentre al suo posto fu introdotto un distintivo di Gran Croce (decorazione di I classe). La Gran Croce (I classe prima del 1933) rappresenta una croce smaltata cremisi con bordo dorato, larga 75 mm (65 mm per le emissioni di Boris III), sospesa a formare una corona reale dorata e smaltata dal design elaborato. L'insegna, o distintivo, è attaccato a un'ampia fascia gialla dell'ordine (larga circa 10 cm) con strisce nere e sottili strisce bianche su entrambi i lati. La fascia si indossa sopra dalla spalla destra al fianco sinistro, presentando una rosetta e, o, un fiocco all'estremità. Oltre al distintivo e alla sua fascia, viene inclusa anche una stella, o placca, ad otto punte da 97 mm, composta da quattro raggi alternati in argento e quattro dorati. Al centro della stella è posizionato l'insegna principale dell'ordine senza la sua corona. La stella si indossa sul lato sinistro del petto. Negli anni 1930 è stata introdotta una variante leggermente modificata della stella da petto di Gran Croce. È leggermente più grande (102 mm) ed i suoi raggi sono composti da una serie di grani in rilievo, anziché dai soliti raggi levigati. La serie di Gran Croce (o serie di 1ª classe, prima del 1933), veniva assegnata ai funzionari di grado più alto dell'esercito, ovvero generali, compresi anche stranieri, e raramente a ufficiali non militari di rango molto elevato.
La II classe, o Grand'Ufficiale, dell'ordine è un distintivo largo 54-56 mm. Viene indossato su un sottile nastro dell'ordine (circa 40 mm) appeso al collo. Oltre al distintivo, i detentori della croce di grande ufficiale, o II classe, possiedono anche una placca romboidale in argento (88 mm) composta da quattro serie di raggi argentati e il distintivo dell'ordine sovrapposto al centro. Si indossa sul lato sinistro del petto. Le serie di seconda classe sono state assegnate ai generali dell'esercito. La terza classe, o Commendatore, dell'ordine al merito militare è costituita da una medaglia identica a quella della seconda classe. La differenza è che le decorazioni di terza classe non sono dotate di alcuna placca sul petto. Anche in questo caso, l'assegnazione veniva effettuata in base al grado e ai meriti del destinatario: ufficiali superiori, solitamente comandanti di reggimento. La croce da Ufficiale è composta da un bordo dorato di 48-51 mm, appuntata ad un nastro triangolare con rosetta (a meno che non sia appesa al nastro celeste di guerra) e portata sul lato sinistro del petto. Tra i decorati con la IV classe c'erano maggiori e capitani, in base alla loro posizione. La quinta classe, o Cavaliere, rappresenta una croce con la stessa forma e dimensioni della quarta classe, ma anziché essere dorata, i bordi e il corpo della croce sono in argento o argentati. A differenza delle classi superiori dell'ordine, la quinta classe può essere conferita con o senza corona, dividendo così la classe in due varianti. La quinta classe era appesa ad un nastro piegato a forma triangolare senza rosetta. Questa classe veniva assegnata ai comandanti di plotone, dai tenenti ai sottufficiali e occasionalmente ai veterani di guerra. La classe più bassa dell'ordine al merito militare è la cosiddetta Croce d'argento. Era costituita da una croce larga circa 46 mm, realizzata interamente in argento o in un'altra lega metallica/argentata. Non presentava smalto né sul dritto né sul rovescio, né la cosiddetta corona di distinzione di guerra. Analogamente alla quinta classe, anche la Croce d'argento, o V classe, poteva essere conferita con o senza corona. Il nastrino era triangolare, senza fascetta o rosetta.

## Gradi (Repubblica di Bulgaria)
| Medaglie              | Medaglie               | Medaglie                |
| --------------------- | ---------------------- | ----------------------- |
|                       |                        |                         |
| Nastri                |                        |                         |
| Cavaliere di I classe | Cavaliere di II classe | Cavaliere di III classe |